# 大村敬一
大村 敬一（おおむら けいいち、1949年4月 - ）は、日本の経済学者。専門は金融論。リアルオプション等、実証分析に重きをおく。学位は、博士（経済学）（法政大学・論文博士・1993年）（博士論文は「オプション理論と応用」）。早稲田大学大学院ファイナンス研究科教授を経て、早稲田大学名誉教授。

## 経歴
- 1972年 慶應義塾大学商学部卒業後、日本生命相互会社に就職。11月に同社退社
- 1973年 慶應義塾大学大学院院経済学研究科修士課程入学
- 1975年 同研究科修士課程修了。助手試験に失敗し、全国銀行協会、他勤務
- 1978年 慶應義塾大学大学院経済学研究科博士後期課程入学
- 1981年 同研究科博士後期課程満期取得退学。在学中は村井俊雄の薫陶を受ける。法政大学経済学部助手
- 1982年 法政大学経済学部助教授
- 1986年～1988年マサチューセッツ工科大学スローンスクール客員研究員
- 1991年 法政大学経済学部教授
- 1993年 経済学博士（法政大学）、学位論文は「オプション理論と応用」
- 1994年～1995年　ミシガン大学ビジネススクール客員研究員
- 1997年～2001年 早稲田大学商学部教授[2]
- 1999年～2002年 大蔵省財務総合政策研究所特別研究官
- 2001年～2003年内閣府大臣官房審議官（経済財政）[3]
- 2003年～2007年 早稲田大学商学部教授[3]
- 2003年～2006年 早稲田大学大学院ファイナンス研究科長
- 2007年～ 2020年 早稲田大学大学院ファイナンス研究科教授[3]
- 2006年9月よりニューヨーク大学レナード・N・スターン・スクール客員研究員

また、公認会計士試験委員、日本ファイナンス学会会長等も歴任。

## 著作
- 『オプション理論と応用』東洋経済新報社　金融・証券シリーズ　1988
- 『アメリカの株式市場』東洋経済新報社 1990
- 『株式市場のマイクロストラクチャー』日本経済新聞社、日経・経済図書文化賞受賞
- 『現代ファイナンス』有斐閣ブックス　1999
- 『ファイナンス論 入門から応用まで』有斐閣ブックス　2010
- 『金融不安定化原理　イノベーションの罠と深化の構造分析』日本経済新聞出版　2020

### 共編著
- 『通貨オプション取引』清水正俊共著 金融財政事情研究会 1986
- 『株式オプション』清水正俊共著 金融財政事情研究会 1987
- 『詳解株式オプション 日本市場の実証分析』俊野雅司、清水正俊共著 金融財政事情研究会 ニューファイナンシャルシリーズ 1991
- 『ゼミナール日本の株式市場』川北英隆共著 東洋経済新報社 1992
- 『ゼミナール・オプション仕組みと実際』俊野雅司共著 東洋経済新報社 1993
- 『株式市場のマイクロストラクチャー 株価形成メカニズムの経済分析』川北英隆、宇野淳、俊野雅司共著 日本経済新聞社 1998
- 『証券投資理論入門』俊野雅司共著 日経文庫　2000
- 『日本企業のガバナンス改革 なぜ株主重視の経営が実現しないのか』増子信共著 日本経済新聞社 2003
- 『経済学とファイナンス』第2版 池尾和人、須田美矢子、浅子和美共著 東洋経済新報社 2004
- 『金融再生危機の本質 日本型システムに何が欠けているのか』水上慎士共著 日本経済新聞出版社 2007
- 『ファイナンスの基礎』楠美将彦共著 金融財政事情研究会 2012
- 『金融ビジネスの病態と素因 インセンティブ構造再設計の視点』高野真共編著 金融財政事情研究会 2013.12.
- 『証券論』俊野雅司共著 有斐閣 2014

### 翻訳
- Maureen O’Hara 『マーケット・マイクロストラクチャー 株価形成・投資家行動のパズル』宗近肇、宇野淳共訳 金融財政事情研究会 1996
- ヴィラル・V.アチャリア, マシュー・リチャードソン編著『金融規制のグランドデザイン 次の「危機」の前に学ぶべきこと』監訳 池田龍哉, 増原剛輝, 山崎洋一,安藤祐介訳 中央経済社 2011